# Era militarystów
Era militarystów (chiń. 軍閥時代; pinyin Jūnfá shídài) – okres w historii Republiki Chińskiej przypadający na lata 1916–1928. Czasy te to okres wewnętrznego rozbicia Chin. Wiele regionów stało się de facto niezależnymi państwami władanymi przez lokalnych watażków (w literaturze anglojęzycznej: warlord) lub koterie (w literaturze anglojęzycznej: clique, czyli klika).

## Początki
Yuan Shikai dotychczasowy przywódca Republiki Chińskiej w porozumieniu z Cesarstwem Japonii i po przeprowadzeniu „referendum” w sprawie przywrócenia monarchii, koronował się 12 grudnia 1915 roku na cesarza Chin. Wydarzenie to spowodowało powszechne oburzenie i sprzeciw społeczeństwa, czego wyrazem była secesja Junnanu od macierzy jeszcze w tym samym roku. Na czele prowincji stanął dotychczasowy gubernator Cai E.

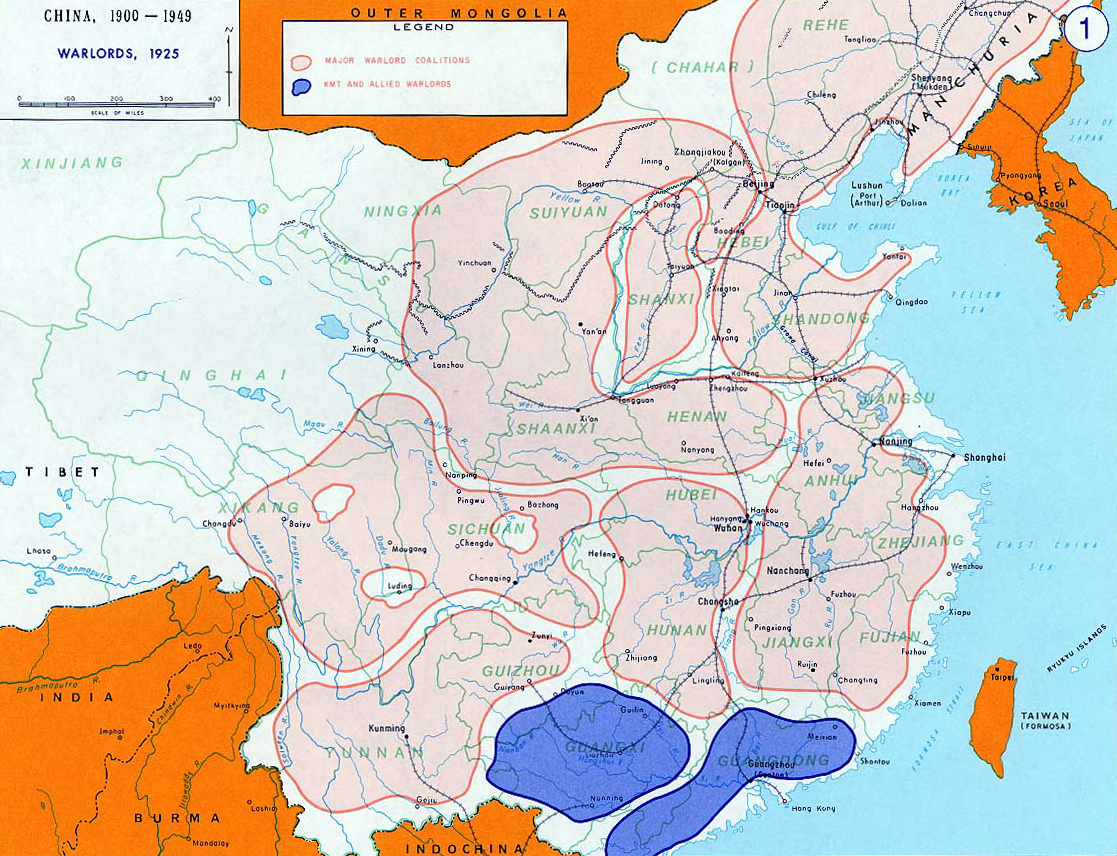
Koalicje militarystów (1925)

## Wydarzenia na północy
Śmierć Yuana Shikai 6 czerwca 1916 roku doprowadziła do kolejnych podziałów. Armia republiki podzieliła się na dwie frakcje. Klika Anfu, dowodzona przez Duana Qirui – związana z kołami sprzyjającymi Japonii. Klika Zhili, której przywódcą był Wu Peifu, była z kolei związana z kołami antyjapońskimi.
Na lata 1916-1920 przypada okres dominacji kliki Anfu w regionie. Hegemonia kliki Anfu zakończyła przegrana wojna z kliką Zhili w lipcu 1920 roku. Zwycięstwo nie byłoby możliwe bez sojuszu Zhili z kliką Fengtian. Przyjaźń obu koterii nie była trwała, już w 1922 roku doszło do pierwszej wojny Zhili-Fengtian. Armia dowodzona przez Wu Peifu odniosła druzgocące zwycięstwo nad armią kliki Fengtian. Jesienią 1924 roku doszło do drugiej wojny, pewna zwycięstwa koteria Zhili w kluczowym momencie wojny została zdradzona przez Feng Yuxianga. Feng odwrócił się od swoich dawnych sojuszników, zajął Pekin i uwięził w areszcie domowym Cao. Porażka w wojnie doprowadziła do kresu dominacji w regionie kliki Zhili.
Od 1924 roku rolę hegemona przejęła klika Fengtian. Klikę targały wewnętrzne spory głównodowodzących. Feng Yuxiang stworzył przy swym boku frakcję Guominjun, która ideologicznie była bliska nacjonalistom z południa. Powstanie Guominjun doprowadziło do poważnego rozłamu w Fengtian. Konsensusem i wyjściem z tej sytuacji okazała się nominacja na głowę rządu Duana Qirui z prawie nieistniejącej już kliki Anfu. Działacze Guominjun oraz nacjonaliści z południa próbowali doprowadzić do połączenia swych sił, jednak nie doszli do porozumienia. W listopadzie 1925 roku Feng zdradził (wspólnie ze swoim zbrojnym ramieniem Guominjun) klikę Fengtian. Wu Peifu jedna z ważniejszych postaci w klice Zhili zdecydował się wesprzeć Fengtian. Siły Fenga przegrały ostatecznie w kwietniu 1926 z połączonymi siłami Fengtian i Zhili. Guominjun zostało zmuszone do wycofania się na północ, gdzie pozostali do czasu ekspedycji północnej Kuomintangu.

## Wydarzenia na południu
Południe było punktem największego oporu. Po fiasku debaty w Pekinie na temat restauracji dynastii Qing, kilka prowincji władanych przez Lu Rongtinga i Tang Jiyao wypowiedziało posłuszeństwo nowemu rządowi Duana Qiruia. Członkowie Kuomintangu będący członkami rozwiązanego zgromadzenia narodowego skupili się wokół Sun Jat-sena. W lipcu 1917 roku Sun wspólnie z militarystami z południa utworzył konkurencyjny dla władz w Pekinie rząd w Guangzhou. Kliki z południa mimo braku akceptacji opinii międzynarodowej uznały władze w Guangzhou za jedynego legalnego zwierzchnika.

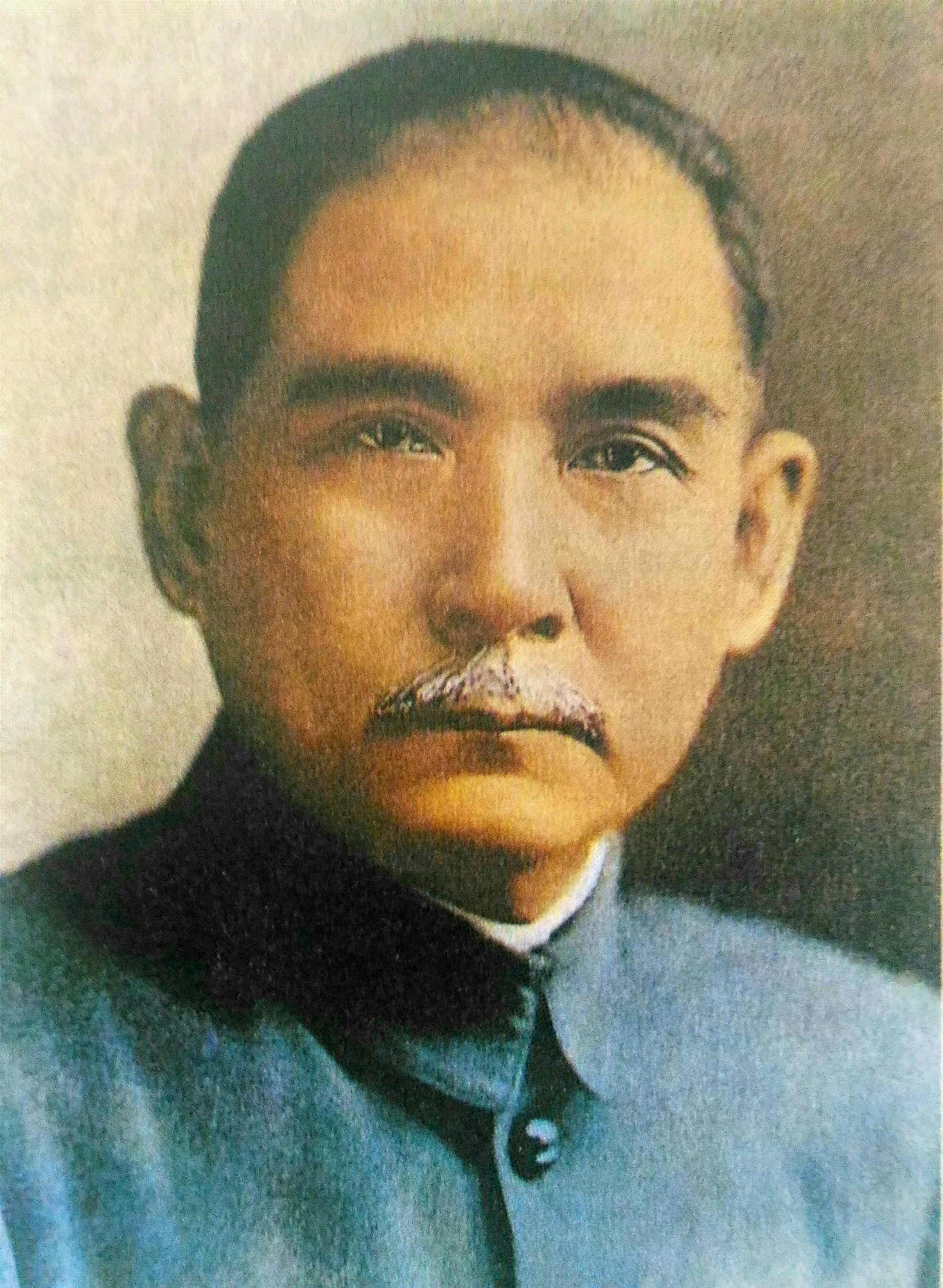
Sun Jat-sen

We wrześniu Sun Jat-sen przyjął tytuł generalissimusa, a celem jego działań miała być ochrona konstytucji z 1912 roku. Militaryści z południa w zamian za zachowanie ich praw, legitymizowali rządy Suna. Chcąc zaistnieć na arenie międzynarodowej i zyskać jej akceptację kierownictwo w Guangzhou zdecydowało się wypowiedzieć wojnę Państwom Centralnym, całe działanie zostało zakończone fiaskiem. Militaryści podjęli działania mające na celu osłabienie władzy Sun Jat-sena, czego efektem było doprowadzenie do „dobrowolnego” opuszczenia urzędu.
Po utracie władzy Sun Jat-sen postanowił odtworzyć Kuomintang. Siły zebrane wokół Suna rozbiły starą klikę Guangxi. W maju 1921 roku Sun Jat-sen został wybrany na „nadzwyczajnego prezydenta”. Przeciwni takiemu obrotowi spraw byli Chen Jiongming i Tang Shaoyi. Protesty jednak nie przyniosły oczekiwanego rezultatu. Chen z kliką Zhili doprowadził  w czerwcu 1922 roku do odsunięcia Suna ze stanowiska. W zamian za pomoc Chen został gubernatorem Guangdong.
Lojaliści wypędzili Chena i przywrócili Suna na urząd w marcu 1923 roku. Po ponownym objęciu władzy Sun zreorganizował KMT oraz zawarł sojusz z Komunistyczną Partią Chin tworząc tym samym Pierwszy Zjednoczony Front. Rząd południa uciekł przed Kuomintangiem na północ do Cao Kuna. Po wyparciu kliki Zhili, Sun pojechał do Pekinu aby spróbować nakłonić przywódców Guominjun, Fengtian i Anhui do zjednoczenia. Śmierć Suna na raka w marcu 1925 roku przerwała rozmowy i doprowadziła do walki o władzę nad Kuomintangiem. Tang Jiao twierdząc że Sun Jat-sen wybrał go na swojego następcę próbował przejąć kontrolę nad rządem południa doprowadzając do wojny między Junnanem, a nową kliką Guangxi. Tang władzę nad Junnanem zachował do 1927 roku, kiedy to został obalony przez przewrót wojskowy. Long Yun, przywódca przewrotu, wspierał Czang Kaj-szeka. Na północy Feng po nieudanej próbie przejęcia władzy została kompletnie rozbita przez kliki Fengtian i Zhili.